# Арапска лига
Арапска лига (арап. الجامعة العربية) је регионална организација арапских земаља у и око северне Африке, Рога Африке и југозападне Азије. Основана је у Каиру 22. марта 1945. године, и тада ју је чинило шест чланова: Египат, Ирак, Трансјордан (преименован у Јордан 1949. године), Либан, Саудијска Арабија и Сирија. Јемен је постао члан лиге 5. маја 1945. године. Данас се састоји од 22 члана.
Главни циљ Лиге јесте "приближавање односа међу земљама чланицама и координација међусобне сарадње, чување њихове независности и суверенитета, као и дискутовање послова и интереса арапских земаља на општи начин“.
Кроз институције као што су Едукативна, културна и научна организација Арапске Лиге (ALECSO) и Савет арапског економског јединства (CAEU), Арапска лига пружа политичке, економске, културне, научне и социјалне програме осмишљене ради промоције интереса Арапског света. игра функцију форума за земље чланице ради координације позиција њихових политика, разматрања ствари од општег значаја, смиривања арапских несугласица, и ограничавања конфликта као што је либанска криза 1958. године. Лига служи као платформа за скицирање и закључивање многих важних докумената који промовишу економску интеграцију. Пример за то јесте Повеља о заједничкој арапској економској акцији која излаже принципе привредних активности у региону.
Свака земља чланица има право на само један глас у Савету Лиге, а одлуке су важеће само за државе које су директно гласале за одређене предлоге. Сврхе Лиге 1945. године су биле оснаживање и координација политичких, културних, економских и социјалних програма чланица, као и посредство у међусобних споровима или споровима са трећом странком. Такође, потписивање уговора о Заједничкој одбрани и економској сарадњи 13. априла 1950. године обавезало је потписнике да врше координацију мера војне одбране. Почетком седамдесетих година 20. века, Економски Савет Арапске Лиге је дао предлог да се оформе Удружене арапске привредне коморе широм европских држава. Ово је водило ка, под указом Арапске Лиге бр. K1175/D52/G, одлуци арапских влада да се оформи Арапско-британска привредна комора која је за циљ имала: “промовисање, охрабривање и спровођење билатералне трговине” између арапских земаља и њиховог највећег партнера у трговини, Уједињеног Краљевства.
Арапска Лига је такође играла велику улогу у обликовању школских наставних планова, побољшавању положаја жена у арапским друштвима, промовисању интереса деце, охрабривању омладинских и спортских програма, очувању арапског културног наслеђа и подстицању културне размене између држава чланица. Покренута је и кампања описмењивања, репродукован је интелектуални рад, а такође је покренута и акција превођења модерне техничке терминологије за потребе земаља чланица. Лига охрабрује спровођење мера против криминала и злоупотребе лекова, а такође се бави и питањем радне снаге — посебно међу међу арапским радницима емигрантима.

## Историја
Након прихватања Александријског протокола 1944. године, Арапска Лига је основана 22. марта 1945. године. Имала је за циљ да буде регионална организација арапских земаља са фокусом на развој економије, решавање сукоба, и координацији политичких циљева. Остале земље су се касније прикључиле Лиги. Свака земља чланица има право на један глас у Савету. Прва велика акција Арапске лиге била је заједничка интервенција, наводно у име већинског арапског становништва које је протерано са својих територија са успостављањем израелске државе 1948. године (и као одговор на протест јавности у арапским земљама), иако је главни учесник у овој интервенцији, Трансјордан, успоставио договор са Израелом који је захтевао деобу палестинских територија онако како је предложено на Генералној скупштини Уједињених нација, док је Египат учествовао у интервенцији првенствено да би спречио Аман у остварењу свог циља.
Две године касније уследило је стварање заједничког одбрамбеног уговора. Заједничко тржиште је успостављено 1965. године.

## Географија
Област чланица Арапске Лиге обухвата преко 13.000.000 km² и обухвата два континента: Африку и Азију. Подручје се састоји из великих пустињских површина, то јест, Сахаре. Поред тога, садржи и одређене веома плодне области, као што је долина Нила, Џуба и Шебеле долине у Сомалији, Атласке планине, и Плодни полумесец који обухвата Ирак, Сирију, Либан, Јордан, и Палестину. Ова област такође садржи и шуме у јужној Арабији, као и делове највеће светске реке, Нила.
Ова област је сведок рађања и уздизања бројних старих цивилизација: Стари Египат, Асирија, Вавилон, Феникија, Картагина, Куш, Стара Сомалија, Набатеја, као и многи други.

## Земље чланице
Арапска Лига је основана у Каиру 1945. године од стране седам земаља: Египат, Ирак, Либан, Саудијска Арабија, Сирија, Трансјордан (Јордан од 1946. године), и Јемен. Током друге половине 20. века број земаља чланица је константно растао, добијајући 15 нових земаља чланица, што тренутно чини 21 земљу чланицу Лиге, са изузетком Сирије као 22. члана, која је тренутно суспендована почетком 2011. године.
Дана 22. фебруара 2011, након почетка либијског грађанског рата и коришћења војне силе против цивила, генерални секретар Арапске Лиге, Амр Муса је изјавио да је чланство Либије у Арапској Лиги суспендовано: "организација је одлучила да суспендује учешће либијских делегација на свим седницама Арапске Лиге“. То Либију чини другом земљом у историји Лиге која има статус „замрзнутог члана“ Лиге. Либијски вођа Муамер ел Гадафи је изјавио да је Лига нелегитимна, рекавши: "Арапска Лига је готова. Више не постоји Арапска Лига." 25. августа 2011, генерални секретар Набил ел Араби изјавио је да је било и време да се обнови статус Либије као чланице Лиге. Прелазни национални савет, делимично призната привремена влада Либије ће послати представника који ће учествовати на састанку Арапске Лиге 17. августа те године, на којем ће се дискутовати о поновном примању Либије у организацију.
Арапски парламент је предложио суспензију Сирије и Јемена 20. септембра 2011. године, због сталних пријава несразмерног насиља над противницима режима и активистима током Арапског пролећа. Гласање одржано 12. новембра 2011. године је резултовало у званичном суспендовању Сирије четири дана након гласања, дајући Асаду последњу прилику да избегне суспензију. Сирија, Либан и Јемен су гласали против овог предлога, док је Ирак био суздржан. Талас критицизма се уздигао када је Арапска Лига у децембру 2011. године послала комисију за праћење насиља над људима који протестују против режима. На челу комисије је био Мухамед Ахмед Мустафа ал Даби, шеф војне обавештајне службе Омара ел Башира, иако су разни војни злочини, укључујући и геноцид, наводно спровођени током његовог службовања.

## Политика и администрација
Повељом Арапске Лиге усвојен је принцип Панарабизма, уједно поштујући и суверенитет индивидуалних земаља чланица. Интерне регулације Савета Лиге и комитета су успостављене у октобру 1951. године. Одредбе о генералном секретаријату успостављене су у мају 1953. године.
Од тада, управљање Арапске Лиге је базирано на дуалитету наднационалних институција и суверенитета земаља чланица. Очување индивидуалне државности потиче из снаге природне преференције владајућих елита да одрже своју моћ и независност у доношењу одлука. Такође, страх богатих да ће сиромашни желети да деле њихово богатство у име арапског национализма, несугласица међу арапским владарима, и утицај страних сила које би се буниле против арапског јединства могу бити сматране препрекама ка дубљој интеграцији Лиге.
Водећи рачуна о својим претходним изјавама подршке Арапа Палестини, творци пакта су били решени да је укључе у Лигу још од њене инаугурације. То је урађено анексом у којем пише следеће:
| „ | Иако Палестина није могла да контролише своју судбину, самим прихватањем њене независности Споразумом Лиге народа успостављен је систем владе за њу. Њено постојање и независност се не може, дакле, оспоравати de jure, као што се не може оспоравати независност ни једне друге арапске државе. [...] Стога, чланице потписнице пакта Арапске лиге сматрају да, с обзиром на специјалне околности Палестине, Савет Лиге треба одредити арапски делегат из Палестине који ће учествовати у њеном раду док земља не почне да ужива потпуну независност. | ” |

На самиту у Каиру 1964. године, Арапска лига је предложила стварање организације која ће представљати палестински народ. Први Палестински национални савет састао се у Источном Јерусалиму 29. маја 1964. године. Палестинска ослободилачка организација је основана током овог састанка 2. јуна 1964. године. Данас, Палестина је пуноправни члан Арапске лиге и представља је Палестинска ослободилачка организација.
На самиту у Бејруту 28. марта 2002. године, лига је прихватила Арапску мировну иницијативу, саудијски-инспирисан мировни план за арапско-израелски конфликт. Иницијатива је нудила потпуну нормализацију односа са Израелом. У замену за то, Израел је требало да напусти све окупиране територије, укључујући и Голанску висораван, призна палестинску независност на Западној Обали и области Газа, са престоницом у Источном Јерусалиму, као и да прихвати правично решење за палестинске избеглице. Мировна иницијатива је опет усвојена 2007. године на самиту у Ријаду. У јулу 2007. године, Арапска лига је послала делегацију која се састојала из јорданских и египатских министара спољних послова у Израел, да би промовисала ову иницијативу. Након што је Венецуела протерала израелске дипломате због сукоба Израела и Газе у периоду 2008—2009. године, представник кувајтског парламента Валид ел Табатаи је предложио премештање седишта Арапске лиге у Каракас, Венецуелу. 13. јуна 2010. године, Амр Мухамед Муса, генерални секретар Арапске лиге посетио је област Газе, што је била прва посета званичника Арапске лиге од превласти Хамаса у овом подручју 2007. године.

## Самити
1. Каиро: 13–17. јануар 1964.
2. Александрија: 5–11. септембар 1964.
3. Казабланка: 13–17. септембар 1965.
4. Картум: 29. август 1967.
5. Рабат: 21–23. децембар 1969.
6. Каиро (први хитан самит): 21–27. септембар 1970.
7. Алжир: 26–28. новембар 1973.
8. Рабат: 29. октобар 1974.
9. Ријад (други хитан самит): 17–28. октобар 1976.
10. Каиро: 25–26. октобар 1976.
11. Багдад: 2–5. новембар 1978.
12. Тунис: 20–22. новембар 1979.
13. Аман: 21–22. новембар 1980.
14. Фес: 6–9. септембар 1982.
15. Казабланка (трећи хитан самит): 7–9. септембар 1985.
16. Аман (четврти хитан самит): 8–12. новембар 1987.
17. Алжир (пети хитан самит): 7–9. јун 1988.
18. Казабланка (шести хитан самит): 23–26. јун 1989.
19. Багдад (седми хитан самит): 28–30. март 1990.
20. Каиро (осми хитан самит): 9–10. август 1990.
21. Каиро (девети хитан самит): 22–23. јун 1996.
22. Каиро (десети хитан самит): 21–22. октобар 2000.
23. Аман: 27–28. март 2001.
24. Бејрут: 27–28. март 2002.
25. Шарм ел Шеик: 1. март 2003.
26. Тунис: 22–23. мај 2004.
27. Алжир: 22–23. март 2005.
28. Картум: 28–30. март 2006.
29. Ријад: 27–28. март 2007.
30. Дамаск: 29–30. март 2008.
31. Доха: 28–30. март 2009.
32. Сирта: 27–28. март 2010.
33. Багдад: 27–29. март 2012.
34. Доха: 21–27. март 2013.[26]
35. Кувајт[27]: 25–26. март 2014.
36. Шарм ел Шеик[28]: 28–29. март 2015.
37. Нуакшот: 20. јул 2016.
38. Аман[29]: 23–29. март 2017.
39. Дахран: 15. април 2018.
40. Тунис[30]: април 2019.

- Два самита нису додата систему самита Арапске лиге:
  - Аншас, Египат: 28–29. мај 1946.
  - Бејрут, Либан: 13–15. новембар 1958.
- Четрнаести самит у Фесу, Мароко, састојао се из два дела:
  - 25. новембар 1981: петочасовни састанак се завршио без успостављања икаквог договора.
  - 6–9. септембар 1982.

## Економски ресурси
Арапска лига обилује великом количином нафтних ресурса и ресурса природног гаса у одређеним државама чланицама. Друга индустријска грана која се стално развија у Арапској лиги јесте телекомуникација. За мање од десет година, локалне компаније као што су Ораском и Итисалат успеле су да се такмиче и на светском тржишту.
Економска достигнућа која је иницирала Лига међу државама чланицама су мање импресивна од оних која су постигле мање арапске организације, као што је Заливски савет за сарадњу (GCC). Међу њима је и Арапски гасовод који ће преносити египатски и ирачки гас у Јордан, Сирију, Либан и Турску. Од 2013. године постоји приметна разлика што се тиче економских услова између већ развијених нафтоносних земаља као што су Алжир, Катар, Кувајт и Уједињени Арапски Емирати и земљама у развоју као што су Комори, Џибути, Мауританија, Сомалија, Судан и Јемен.

## Писменост у земљама Арапске лиге
При прикупљању података о писмености, многе земље сматрају да се број писмених људи заснива на подацима које људи сами пружају. Неки користе податке о постигнутом образовању уместо тога, али мере похађања школе или завршавања разреда могу бити различите. С обзиром да се дефинисање и методи прикупљања информација могу разликовати у разним земљама, проценама писмености треба прилазити са резервом. Извештај људског развоја 2010 Програма развоја Уједињених нација пружа следеће информације што се тиче писмености у Арапској Лиги:
| Ранг | Земља             | Степен писмености |
| ---- | ----------------- | ----------------- |
| 1    | Катар             | 96.3              |
| 2    | Палестина         | 96.0              |
| 3    | Јордан            | 95.9              |
| 4    | Бахреин           | 94.6              |
| 5    | Кувајт            | 93.9              |
| 6    | УАЕ               | 90.0              |
| 7    | Либан             | 89.6              |
| 8    | Либија            | 89.5              |
| 9    | Саудијска Арабија | 87.2              |
| 10   | Оман              | 86.9              |
| 11   | Сирија            | 84.1              |
| 12   | Тунис             | 79.1              |
| 13   | Ирак              | 78.5              |
| 14   | Комори            | 75.5              |
| 15   | Египат            | 73.9              |
| 16   | Алжир             | 72.6              |
| 17   | Судан             | 71.9              |
| 18   | Мароко            | 71.0              |
| 19   | Џибути            | 67.9              |
| 20   | Јемен             | 65.3              |
| 21   | Мауританија       | 58.6              |
| 22   | Сомалија          | 37.8              |

## Демографија земаља Арапске лиге
Арапска лига је културолошка и етничка заједница 22 државе чланице, мада се велики део популације Арапске лиге изјашњава да су Арапи (било на културолошкој, или етно-расној основи). Од 1. јула 2013. године, око 359.000.000 живи у државама Арапске лиге. Њена популација расте брже него популација других глобалних региона. Држава чланица са највећим бројем становника је Египат, чији број становника износи око 100 милиона. Држава чланица са најмањим бројем становника је Комори, са нешто преко 0,6 милиона становника.
| Ранг   | Земља                     | Становништво | Густина (километри) | Белешке       |
| ------ | ------------------------- | ------------ | ------------------- | ------------- |
| 1      | Египат                    | 83,550,000   | 92                  |               |
| 2      | Алжир                     | 37,100,000   | 16                  | [ 33 ]        |
| 3      | Мароко                    | 32,064,173   | 76                  | [ 34 ]        |
| 4      | Ирак                      | 31,234,000   | 71                  | [ 33 ]        |
| 5      | Судан                     | 30,894,000   | 16                  | [ 35 ]        |
| 6      | Саудијска Арабија         | 28,146,658   | 12                  | [ 33 ]        |
| 7      | Јемен                     | 23,580,000   | 45                  | [ 33 ]        |
| 8      | Сирија                    | 21,906,000   | 118                 | [ 33 ]        |
| 9      | Тунис                     | 10,673,800   | 65                  | [ 36 ]        |
| 10     | Сомалија                  | 9,133,000    | 14                  | [ 33 ]        |
| 11     | Уједињени Арапски Емирати | 8,264,070    | 99                  |               |
| 12     | Либија                    | 6,733,620    | 3.8                 | [ 33 ] [ 37 ] |
| 13     | Јордан                    | 6,316,000    | 71                  | [ 33 ]        |
| 14     | Либан                     | 4,224,000    | 404                 | [ 33 ]        |
| 15     | Палестина                 | 4,136,540    | 687                 | [ 38 ]        |
| 16     | Кувајт                    | 3,566,437    | 200                 | [ 33 ]        |
| 17     | Мауританија               | 3,291,000    | 3.2                 | [ 33 ]        |
| 18     | Оман                      | 2,845,000    | 9.2                 | [ 33 ]        |
| 19     | Катар                     | 1,699,435    | 154                 | [ 33 ]        |
| 20     | Бахреин                   | 1,234,596    | 1,646               | [ 39 ]        |
| 21     | Џибути                    | 864,000      | 37                  | [ 33 ]        |
| 22     | Комори                    | 691,000      | 309                 | [ 33 ]        |
| Укупно | Pan-Arab States           | 313,147,329  | 30.4                |               |

Велики број становника Арапске лиге је муслиманске вере, а хришћанство представља другу најраспрострањенију веру у овом региону. Преко 20 милиона хришћана живе у Египту, Ираку, Јордану, Либану, Палестини, Судану и Сирији.

## Јурисдикција
| Ранг | Земља             | Област (км) | Област (миље) | укупно % | Белешке                                                                                           |
| 1    | Алжир             | 2,381,741   | 919,595       | 18.1%    | Највећа земља у Африци и Арапској лиги.                                                           |
| 2    | Саудијска Арабија | 2,149,690   | 830,000       | 16.3%    | Највећа земља на Блиском истоку.                                                                  |
| 3    | Судан             | 1,886,068   | 728,215       | 14.3%    |                                                                                                   |
| 4    | Либија            | 1,759,540   | 679,360       | 13.3%    |                                                                                                   |
| 5    | Мауританија       | 1,030,700   | 398,000       | 7.8%     |                                                                                                   |
| 6    | Египат            | 1,022,600   | 394,800       | 7.8%     | Без Халаиб троугла (20,580 km²/7,950 sq mi).                                                      |
| 7    | Сомалија          | 637,657     | 246,201       | 4.8%     |                                                                                                   |
| 8    | Јемен             | 527,968     | 203,850       | 4%       |                                                                                                   |
| 9    | Мароко            | 446,550     | 172,410       | 7.8%     | Без Западне Сахаре (266,000 km²/103,000 sq mi).                                                   |
| 10   | Ирак              | 435,244     | 168,049       | 3.3%     |                                                                                                   |
| 11   | Оман              | 309,500     | 119,500       | 2.3%     |                                                                                                   |
| 12   | Сирија            | 185,180     | 71,500        | 1.4%     | Заједно са Голанском висоравни (1,200 km²/460 sq mi) која је тренутно под администрацијм Израела. |
| 13   | Тунис             | 163,610     | 63,170        | 1.2%     |                                                                                                   |
| 14   | Јордан            | 89,342      | 34,495        | 0.7%     |                                                                                                   |
| 15   | УАЕ               | 83,600      | 32,300        | 0.6%     |                                                                                                   |
| 16   | Џибути            | 23,200      | 9,000         | 0.18%    |                                                                                                   |
| 17   | Кувајт            | 17,818      | 6,880         | 0.14%    |                                                                                                   |
| 18   | Катар             | 11,586      | 4,473         | 0.09%    |                                                                                                   |
| 19   | Либан             | 10,452      | 4,036         | 0.08%    |                                                                                                   |
| 20   | Палестина         | 6,020       | 2,320         | 0.05%    | Окупирана Газа и Западна Обала, заједно са Источним Јерусалимом.                                  |
| 21   | Комори            | 2,235       | 863           | 0.017%   |                                                                                                   |
| 22   | Бахреин           | 758         | 293           | 0.006%   |                                                                                                   |